# 雄性化
雄性化（英語：Virilization）是两性异形发展时的生理發育过程，这个阶段产生的变化会使得雄性的身体变得与雌性不同。大部分雄性化都是由雄激素引起。“雄性化”一词在性别分化、新生儿发育和女性雄激素过量这三种语境下最常被提及。